# Henriette Delamarre de Monchaux
Pour les articles homonymes, voir Delamarre et Lecointre.
Henriette Delamarre de Monchaux, née Valentine Henriette Huberte Delamarre de Monchaux le 11 octobre 1854 à Paris et morte en 12 mai 1911 à Paris, est une naturaliste, géologue et paléontologue française. Elle est pionnière dans ces deux dernières disciplines, et devient notamment une spécialiste des faluns. Ses ouvrages, notamment Les Faluns de La Touraine sont aussi un plaidoyer pour la théorie de l'évolution. Elle fut également une militante féministe. Elle épouse en 1875 Pierre Lecointre, comte romain. Elle signe ainsi plusieurs de ses articles  comtesse Pierre Lecointre. Elle est donc parfois identifiée sous ce patronyme.

## Biographie

### Famille
Henriette Delamarre de Monchaux est la fille de Théodore Didier Delamarre, artiste peintre, et de Mathilde Lyautey. Elle est la petite fille du général Hubert Joseph Lyautey et de Théodore-Casimir Delamarre, banquier et homme politique. Elle compte dans ses ascendants des éleveurs de chevaux de course. Le paléontologue Georges Lecointre est son fils.

### Premiers pas dans l'univers intellectuel et savant
Henriette Delamarre de Monchaux épouse le 25 août 1875 le comte romain Pierre Lecointre. Elle devient ainsi belle-sœur de l’homme politique François Lecointre. Son mari est membre de plusieurs sociétés savantes, et notamment de la Société archéologique de Touraine, de la Société de géographie de Paris, Le couple réside au château de Grillemont, situé dans la commune de La-Chapelle-Blanche-Saint-Martin (Indre-et-Loire). Le couple en confie la restauration à l'architecte Charles Guérin. Tous deux manifestent un attachement au catholicisme et au royalisme. Elle devient ainsi présidente des Dames Royalistes de Touraine. Le couple a eu trois enfants.  
Rapidement, la comtesse s’intéresse à de nombreux sujets, notamment le régionalisme, à travers le folklore tourangeau et devient une féministe très engagée. Elle développe aussi une activité scientifique, autour de la géologie et de la paléontologie.  

### Travaux sur les faluns

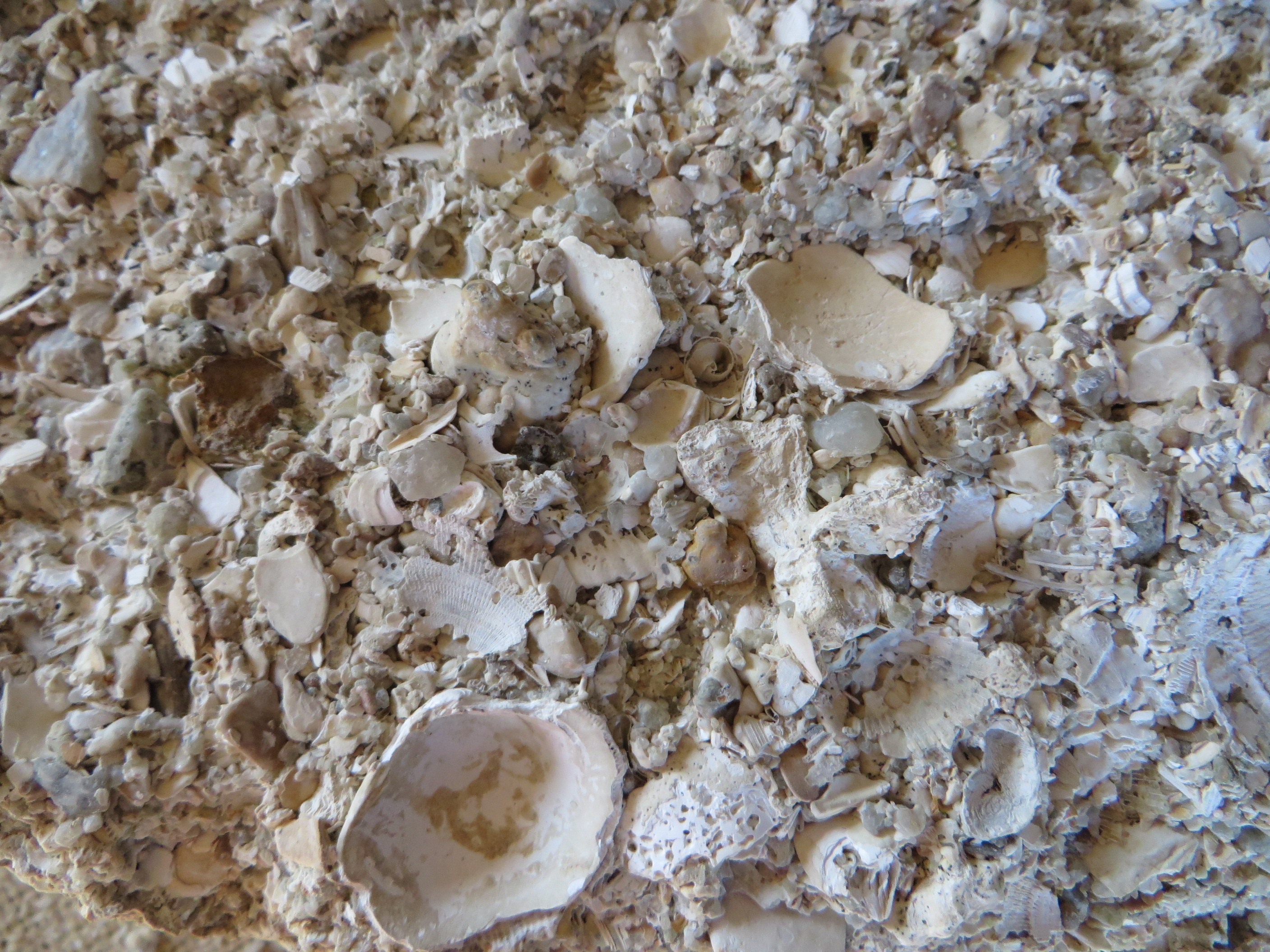
falun de Doué-la-Fontaine, site de la Seigneurie ou Cour de Douces (Maine-et-Loire, France)

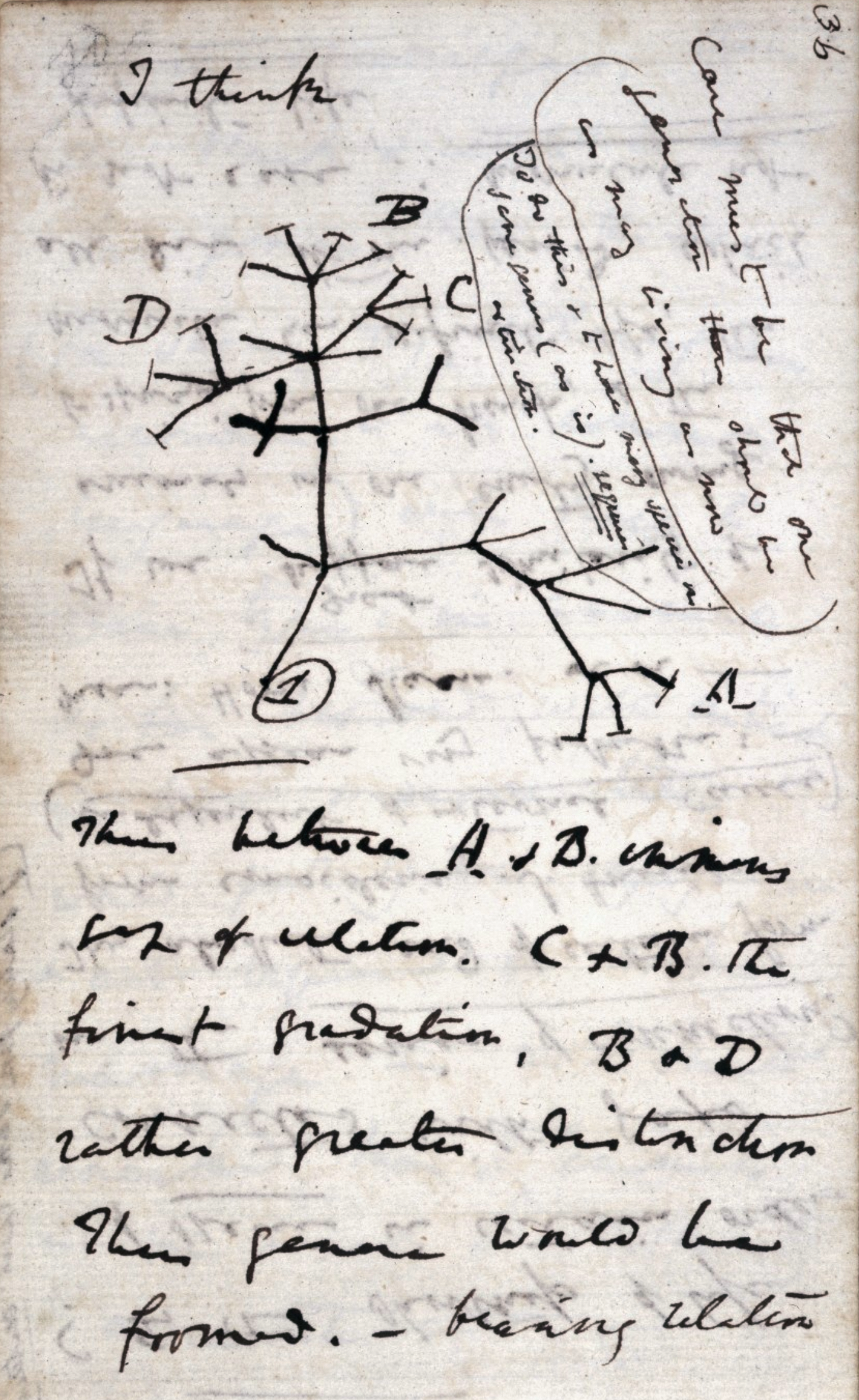
Croquis de Charles Darwin de 1837, son premier diagramme d'un arbre évolutif, tiré de son First Notebook on Transmutation of Species (1837).

À partir des années 1890, la comtesse Lecointre constitue une importante collection de fossiles miocènes et mène des études sur les faluns de Touraine, d’abord en autodidacte. Puis elle s'appuie sur des échanges réguliers avec des scientifiques européens, notamment : Gustave-Frédéric Dollfus (1850-1931), président de la Société géologique de France, qui l'influence beaucoup, Philippe Dautzenberg (1849-1935), malacologiste et zoologiste belge, Lucien Mayet (1874-1949), chargé de cours à l’université de Lyon, Constant Houlbert (1857-1945), professeur à l’université de Rennes et entomologiste. 
Elle est également en contact avec des chercheurs d'institutions scientifiques telles que le Muséum d’histoire naturelle de Paris et la Société des sciences naturelles de Blois. Elle est elle-même admise au sein de la section sciences de la Société d’agriculture, sciences, arts et belles-lettres du département d’Indre-et-Loire en 1908. 
Elle s'appuie sur sa collection de fossiles pour ses travaux. Elle participe à l'étude des falunières voisines et de leurs fossiles. Elle y voit une confirmation de la théorie de l'évolution dont elle est précocement partisane. Les faluns sont des roches sédimentaires calcaires du Miocène généralement friables. Elle en fait connaître l'intérêt, aussi comme amendement agricole bien adapté à la majorité des terres de limon acides (dites en Touraine de bournais) du voisinage, le Plateau de Sainte-Maure ; les falunières ne représentent en effet que quelques taches dans un paysage de terres médiocres.
Ses travaux sont publiés dans les Annales et Bulletins de ces sociétés entre 1907 et 1911 et, sous le titre général Les formes diverses de la vie dans les faluns de Touraine, dans La Feuille des jeunes naturalistes. Son ouvrage de synthèse Les faluns de Touraine (Tours, 1908) fait le point sur les fossiles  et l'évolution des idées concernant les faluns, à travers l’histoire. En 1909, elle collabore avec Lucien Mayet  autour d'une publication sur les restes de mammifères détectables dans les faluns. La même année, elle compare les faunes des dépôts de Touraine et celles du Miocène moyen recueillies  dans le sud-est des Etats-Unis. 
Elle transmet sa passion à son fils Georges, devenu géologue et paléontologue. 

### Combats humanitaires et féministes
Elle s'engage dans plusieurs causes humanitaires, sociales et féministes. Ainsi, elle participe à la fondation de la Société française de Secours aux blessés de guerre en 1884, et en 1908, au Congrès national des droits civils et du suffrage des femmes. Henriette Delamarre de Monchaux milite au Conseil national des femmes françaises. Proche de Hubertine Auclert, elle réclame notamment le droit de vote des femmes. 

### Décès et postérité
Henriette Delamarre de Monchaux décède à Paris le 13 avril 1911. Les taxons Tristomanthus lecointreæ, Fibularia lecointreæ et Echinanthus lecointreæ, désignant des espèces d’oursins lui ont été dédiées, car elle avait recueilli les spécimens étudiés. 
Son fils Georges continue ses travaux et précise l'intérêt des faluns comme amendements agricoles. Il lègue une grande partie de leurs collections au Musée de la Préhistoire du Grand-Pressigny. Elles sont présentées et accessibles au public dans les caves du Château Renaissance.

## Œuvres
Elle a publié et contribué à plusieurs ouvrages, dont : 
- État de la question féministe en France École professionnelle d'imprimerie, 1907, 1 vol. (24 p.)
- Les Faluns de Touraine (1908)
- Étude sommaire des mammifères fossiles des faluns de Touraine, Annales de l’université de Lyon, NS, I. Science et médecine, t. 26, 1908
- Étude sommaire des mammifères fossiles des faluns de la Touraine proprement dite, Bossée, Le Louroux, Monthelan, La Chapelle-Blanche, Sainte-Maure, Paulmy, Ferrière-Larçon, Savigné-sur-Lathan (1909) (BnF : https://ccfr.bnf.fr/portailccfr/ark:/06871/0013568944